# Mónica Esther Silva
Mónica Esther Silva (Argentina) es una política argentina del partido Juntos Somos Río Negro. Es Senadora de la Nación Argentina por la Provincia de Río Negro desde 2023.

## Biografía
Silva es profesora y Licenciada en Historia de la Universidad Nacional del Sur.
En agosto de 2014, Silva fue designada como ministra de educación de la Provincia de Río Negro, bajo el mando del gobernador Alberto Weretilneck. Antes de esto, Silva era Directora de Planeamiento, Educación Superior y Formación.
Tras la reelección de Weretilneck como gobernador tras un periodo como senador, Silva reemplazó a dicho senador desde abril de 2023.